# ZAZ Serie 960
La Serie 960 è un'autovettura prodotta, in diverse generazioni, dalla ZAZ tra il 1960 e il 1994; è conosciuta anche come Zaporožec (Запорожець)

## La 965
La prima automobile di questa serie (e, anche, la prima ZAZ in assoluto) venne presentata nel 1960, un paio d'anni dopo la fondazione dell'azienda.
Nata con l'intento di essere l'autovettura della motorizzazione di massa dell'RSS Ucraina, la 965 era fortemente ispirata all'italiana Fiat 600.
L'ordine di prendere spunto dall'utilitaria torinese venne direttamente dal Ministro del trasporti del Governo sovietico, senza nessun tipo di accordo con la 
Casa di Torino.
Non è azzardato affermare che la ZAZ venne deliberatamente copiata dalla 600, tanto nell'impostazione tecnica generale (trazione posteriore, sospensioni posteriori (mentre per le sospensioni anteriori era ispirata alla Volkswagen Maggiolino con barre di torsione), freni a tamburo su tutte le ruote e motore montato posteriormente a sbalzo sul retrotreno) che in quella stilistica (la sezione anteriore e quella centrale della carrozzeria erano molto simili a quelle della 600, incluse le portiere controvento).
Le uniche note di originalità della 965 derivavano dalla coda (con un piccolo terzo volume, appena abbozzato), dai convogliatori d'aria (sulla parte posteriore delle fiancate) due vistose prese d'aria a forma di orecchio d'elefante sulla fiancata e dal motore V4 raffreddato ad aria, dotato di albero controrotante per smorzare le vibrazioni. Il cambio era un convenzionale manuale a 4 rapporti.
Le modeste prestazioni (80 km/h di velocità massima) consentite dai 23cv erogati dal motore (una potenza non dissimile da quella della Fiat 600) di 733cm³ non soddisfacevano gli utenti, anche per l'inefficienza della trasmissione. 
Nel 1963 la casa ucraina lanciò la 965A, che si distingueva dalla 965 per la cilindrata portata a 887 cm³ (26 cv) e l'eliminazione dei convogliatori d'aria sulle fiancate.
La 965 A rimase in produzione fino al 1973.

## Le 966 e 968

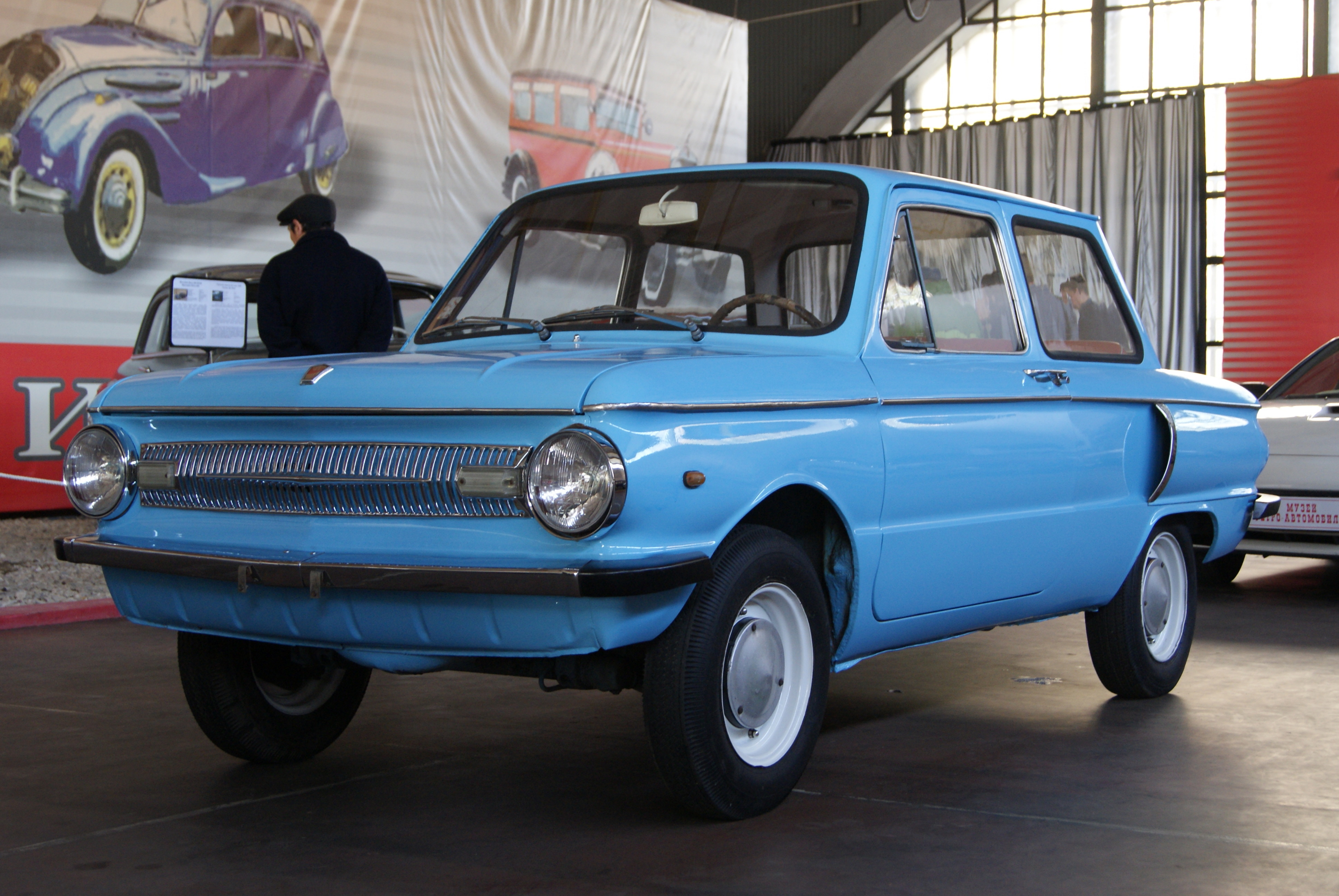
La ZAZ 966

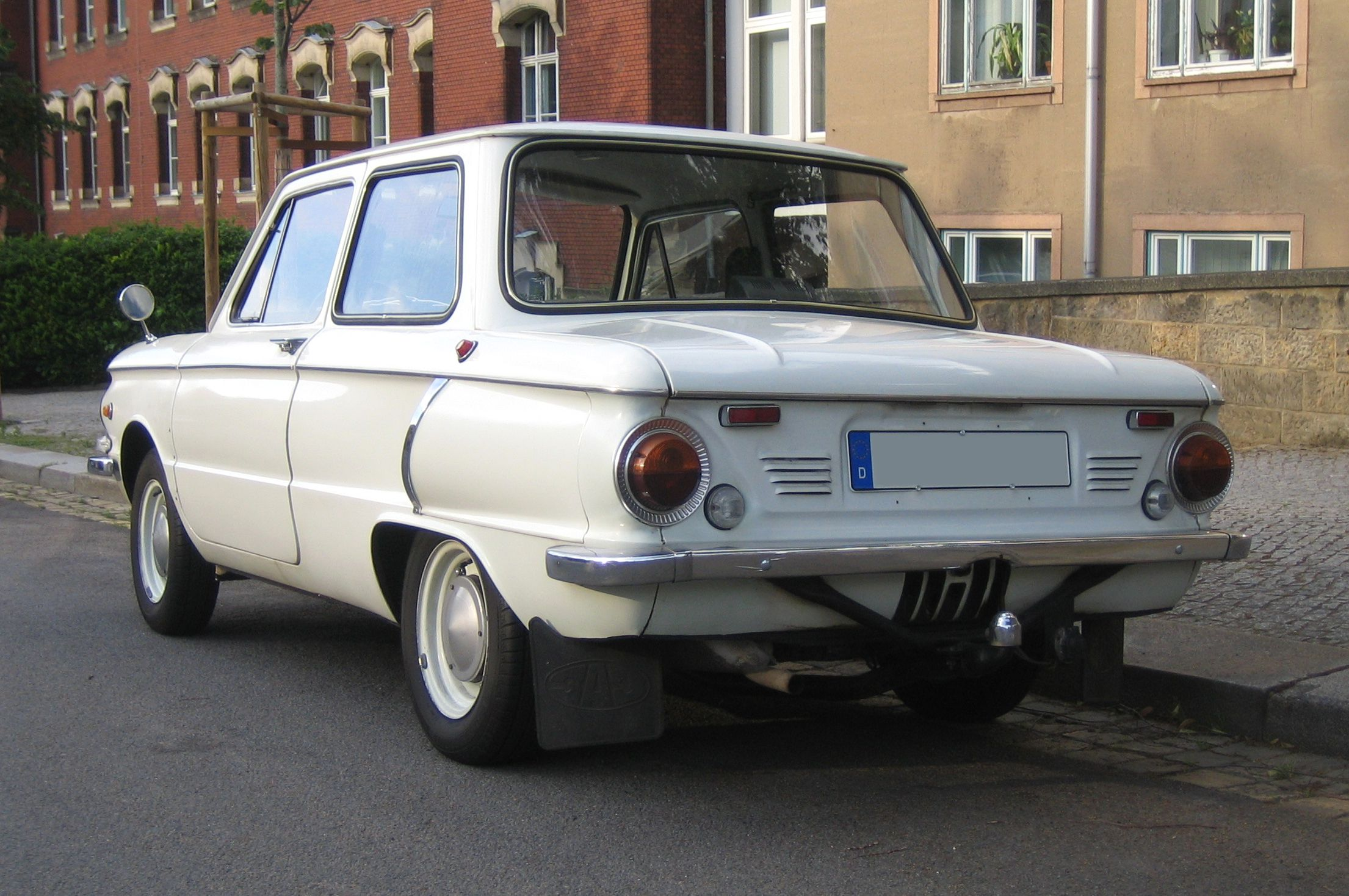
Posteriore della ZAZ 968

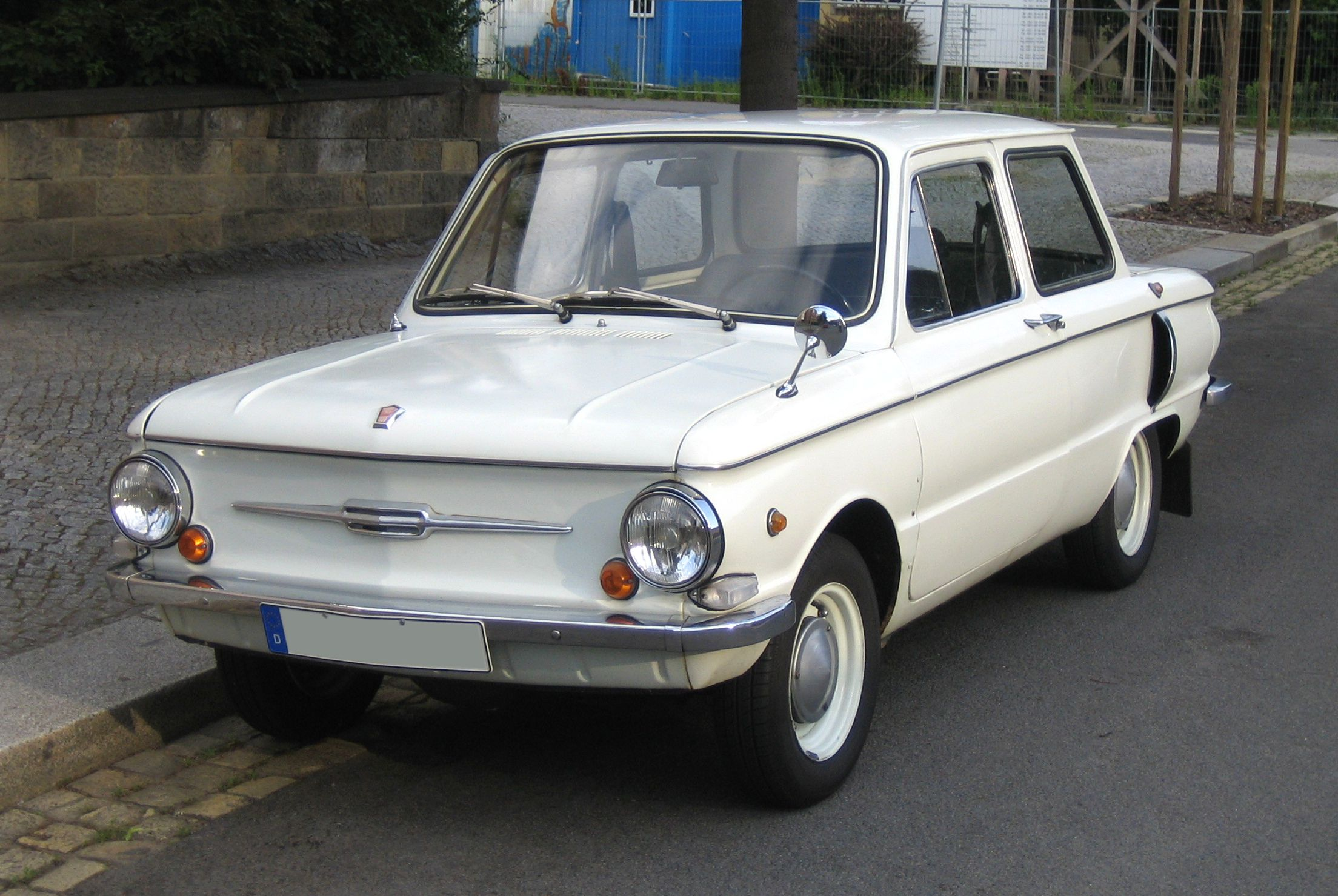
La ZAZ 968

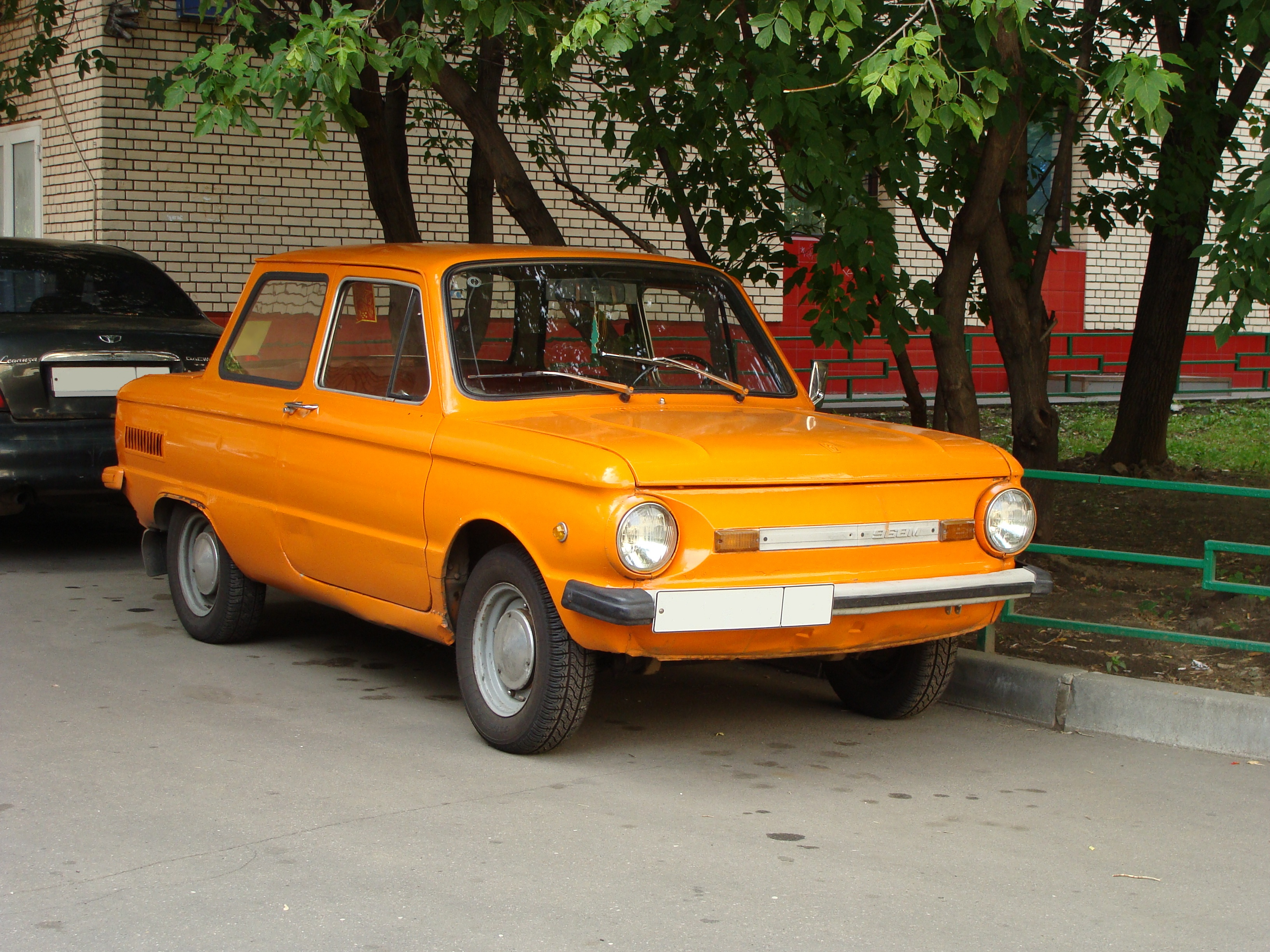
La ZAZ 968M

Nel 1967 la 965A venne affiancata da un nuovo modello, la 966.
Pur conservando la meccanica, sostanzialmente invariata, della 965, la 966 aveva una carrozzeria completamente nuova e più moderna. Anche questa volta, tuttavia, la vettura ricalcava pesantemente un modello occidentale: la NSU Prinz. Gli unici elementi d'originalità erano i convogliatori a orecchio d'elefante, i gruppi ottici posteriori circolari e il massiccio fregio frontale (finta mascherina) cromato.
Dal punto di vista tecnico l'unica novità era il lieve potenziamento del motore di 887 cm³ (da 26 a 30 cv), grazie all'adozione di un diverso carburatore.
Nel 1972 venne lanciata la 968, con motore di cilindrata maggiorata a 1197 cm³ (42 cv) e lievi modifiche estetiche rispetto alla 966 (diverso fregio frontale e nuovo profilo laterale lucido).
Nel 1974 la 966 uscì di scena, mentre nel 1978 debuttò la 968M.
Rispetto alla 968 precedente, la M presentava alcune modifiche estetiche, nuovo frontale bombato con l'adozione degli indicatori di direzione al centro tra i due gruppi ottici, paraurti con cantonali in plastica, eliminazione dei convogliatori d'aria posteriori sostituiti da due piccole prese d'aria stampate direttamente sulla fiancata, nuovi fanali posteriori rettangolari, soppressione dei due piccoli sfoghi d'aria tra i fari posteriori in favore di una presa d'aria sul cofano posteriore con sfogo situato sotto la targa posteriore; le modifiche meccaniche invece consistevano nell'adozione di un nuovo sistema di raffreddamento con presa d'aria sul lato sinistro del cofano motore posteriore, inoltre veniva presentata una variante con motore potenziato a 50 cv grazie all'adozione di un carburatore a doppio corpo e di un filtro aria a cartuccia secca anziché a bagno d'olio, questa versione era distribuita solo su alcuni mercati.
La 968A e la 968M, tra il 1976 ed il 1984, vennero importate (con scarsi risultati, nonostante il prezzo più basso in assoluto) anche in Italia nella sola versione a 42 cv a carburatore monocorpo, tuttavia il distributore del marchio per meglio adattare le vetture al clima più mite mise in atto una modifica con un nuovo carburatore e un filtro aria a cartuccia secca in sostituzione di quello a bagno d'olio. La ZAZ 968A fu prodotta fino al 1980 mentre la  ZAZ 968M che la sostituiva  fu prodotta senza particolari modifiche fino al 1996.

## La Yalta
Con la denominazione di "Yalta" la ZAZ distribuiva la 965, in alcuni mercati esterni alla Russia. Sembra che la 965 sia stata esportata in Belgio e Inghilterra mentre era regolarmente venduta nella Repubblica Democratica Tedesca.